# Edmund King
Edmund King (* 1942) ist ein britischer Historiker.

Edmund King besuchte von 1949 bis 1959 die St Benedict’s School in Ealing. Er legte seinen Bachelor an der University of Cambridge ab. Dort wurde er 1968 auch von Michael M. Postan (1899–1981) mit einer Studie zur Peterborough Abbey promoviert. Seit 1966 war er am Fachbereich an der University of Sheffield zunächst als Lehrbeauftragter (assistant lectureship) tätig. Dort lehrte er von 1989 bis zu seiner Emeritierung als Professor für mittelalterliche Geschichte. Er hat auch an den Universitäten von Connecticut und Michigan in den USA gelehrt. Er ist Mitglied der Royal Historical Society in London.
King arbeitete für die Northamptonshire Record Society, eine der führenden lokalen historischen Gesellschaften, die sich um den Erhalt und die Veröffentlichung von historischen Aufzeichnungen aus Northamptonshire kümmert. Er arbeitet an einer Ausgabe der Briefe und Tagebücher von Joan Wake, der Gründerin der Gesellschaft im Jahr 1920. Die Edition soll zum Jubiläum im Jahr 2020 erscheinen. Seine Studie zur Peterborough Abbey wurde 1969 mit dem Ellen McArthur Prize ausgezeichnet. Die 1998 veröffentlichte Darstellung über das mittelalterliche England von der normannischen Eroberung bis zu den Rosenkriegen wurde 2006 ins Japanische übersetzt. Er legte eine Edition der Historia novella von Wilhelm von Malmesbury vor. Ein Arbeitsschwerpunkt ist das 12. Jahrhundert, insbesondere die Regierungszeit des englischen Königs Stephan. Seine erste Arbeit dazu veröffentlichte er 1974. Er verfasste den Eintrag im Oxford Dictionary of National Biography. Im Jahr 1994 gab er einen Sammelband heraus. Nach jahrzehntelanger Forschung legte King 2010 mit seiner Biographie ein Standardwerk zu diesem englischen König vor. Er veröffentlichte 2018 eine knappe Biographie über Heinrich I.

## Schriften
Ein Schriftenverzeichnis von 1969 bis 2014 erschien in: Paul Dalton: Rulership and rebellion in the Anglo-Norman world, c.1066 – c.1216. Essays in honour of professor Edmund King. Ashgate, Farnham 2015, ISBN 978-1-4724-1373-4, S. 253–262.
Monographien
- Henry I. The father of his people. Allen Lane, London 2018, ISBN 978-0-14-197898-7.
- King Stephen. Yale University Press, New Haven u. a. 2010, ISBN 978-0-300-11223-8.
- Medieval England. From Hastings to Bosworth. History Press, Stroud 2009, ISBN 0-7524-5052-2.
- Peterborough Abbey 1086–1310. A study in the land market. Cambridge University Press, Cambridge 1973, ISBN 0-521-20133-0.

Herausgeberschaften
- mit Joseph Canning, Martail Staub: Knowledge, Discipline and Power in the Middle Ages. Essays in Honour of David Luscombe (= Studien und Texte zur Geistesgeschichte des Mittelalters. Bd. 106). Brill, Leiden 2011 ISBN 978-90-04-20434-8.
- The Anarchy of King Stephen’s Reign. Clarendon Press, Oxford 1994, ISBN 0-19-820364-0.

Edition
- Historia novella. Übersetzt von K. R. Potter. Clarendon Press, Oxford 1998, ISBN 0-19-820192-3.